# Stefano Benni
Stefano Benni, és un escriptor italià nascut a Bolonya l'any 1947.
És un dels escriptors vius més populars d'Itàlia. Va escriure per al diari comunista Il manifesto i molts altres mitjans italians, entre els quals destaca La Repubblica. Des de 1999 dirigeix un cicle internacional de jazz i és un dels fundadors de la Pluriversitat de la imaginació, que va ser creada en l'associació Italo Calvino de Bolonya i ara és una escola itinerant de teatre i lectura en veu alta.
Les seues novel·les són una sàtira de la societat italiana de les últimes dècades, a través de la construcció de mons i situacions imaginàries. El seu estil incorpora gran quantitat de jocs de paraules, neologismes i paròdies dels més variats gèneres i autors. La seua obra ha sigut portada al cinema a vegades, com és el cas de la pel·lícula francesa d'animació Foot 2 rue, també sèrie de televisió, ambdues basades en el llibre La Compagnia dei Celestini.
Les seues primeres publicacions són poemaris i la novel·la de ciència-ficció en clau d'humor Terra (1983), que de seguida va ser traduïda a l'alemany, anglés, francés o espanyol. Al català s'han traduït el seu llibre de relats El bar sota el mar (1987), les seues novel·les, Elianto (1996), Margherita Dolcevita (2005) i l'inclassificable llibre-recital Blues en setze. Balada de la ciutat en dol (1998).

## Traduccions al català
| Títol original                                 | Any de publicació original | Títol en català                              | Traductor/a                                                          |
| ---------------------------------------------- | -------------------------- | -------------------------------------------- | -------------------------------------------------------------------- |
| "Il bar sotto il mare"                         | 1987                       | "El bar sota el mar"                         | Anna Torcal i Salvador Company                                       |
| "Elianto"                                      | 1996                       | "Elianto"                                    | Anna Torcal i Salvador Company                                       |
| "Blues in sedici. Ballata della città dolente" | 1998                       | "Blues en setze. Balada de la ciutat en dol" | Lucia Pietrelli, Jaume Cristòfol Pons Alorda i Pau Vadell i Vallbona |
| "Margherita Dolcevita"                         | 2005                       | "Margherita Dolcevita"                       | Anna Torcal i Salvador Company                                       |